# Wzór Hossfelda
Wzór Hossfelda – wzór dendrometryczny służący do określania miąższości drewna leżącego w leśnictwie oraz inżynierii leśnej.

## Wzór
Do określenia miąższości wzorem Hossfelda niezbędna jest znajomość długości bryły sortymentu oraz powierzchni przekroju w ⅓ długości oraz na końcu sortymentu.
Wzór Hossfelda jest wyrażony jako:
{\displaystyle V={\frac {3g_{1/3}+g_{g}}{4}}\cdot l}
Gdzie:
- {\displaystyle V} – miąższość sortymentu [m³]
- {\displaystyle g_{1/3}} – powierzchnia przekroju w ⅓ długości sortymentu [m²]
- {\displaystyle g_{g}} – powierzchnia czołowa sortymentu [m²]
- {\displaystyle l} – długość sortymentu [m]

## Dokładność
Wzór Hossfelda jest uznawany za jeden z najdokładniejszych wzorów dendrometrycznych do określania miąższości strzał bez kory.
Ocenę wzoru Hossfelda przeprowadził Jan Meixner (1994). Zmienność błędów procentowych wtórnych mieściła się w przedziale
od 4,7%, w drzewostanie 35-letnim, do 6,1%, w drzewostanie 78-letnim. W ocenie J. Lemkego (1996) średnia arytmetyczna błędów procentowych wtórnych przyjęła wartość równą 1,3% z odchyleniem 4,6%.